# Trophée des champions 1998
La Supercoppa di Francia 1998 (ufficialmente Trophée des champions 1998) è stata la ventiduesima edizione della Supercoppa di Francia, la terza organizzata dalla Ligue de Football Professionnel.
Si è svolta il 30 luglio 1998 allo Stade de la Vallée du Cher di Tours tra il Lens, vincitore della Division 1 1997-1998, e il Paris Saint-Germain, vincitore della Coppa di Francia 1997-1998.
A conquistare il titolo è stato il Paris Saint-Germain che ha vinto per 1-0 con rete di Yann Lachuer.

## Partecipanti
| Squadre             | Qualificazione                             | Partecipazioni precedenti (il grassetto indica la vittoria) |
| ------------------- | ------------------------------------------ | ----------------------------------------------------------- |
| Lens                | Vincitore della Division 1 1997-1998       | Nessuna                                                     |
| Paris Saint-Germain | Vincitore della Coppa di Francia 1997-1998 | 2 (1986, 1995)                                              |

## Tabellino
| Arbitro: | Chéron |

|  |           |             |
|  | Marcatori | 54’ Lachuer |

### Formazioni
| Lens:           |    |                      |  |     |
|                 |    |                      |  |     |
| P               | 1  | Guillaume Warmuz (c) |  |     |
| D               | 2  | Éric Sikora          |  |     |
| D               | 13 | Frédéric Déhu        |  |     |
| D               | 22 | Xavier Méride        |  |     |
| D               | 3  | Yoann Lachor         |  |     |
| C               | 9  | Alex Nyarko          |  |     |
| C               | 7  | Mickaël Debève       |  | 74’ |
| C               | 8  | Stéphane Dalmat      |  |     |
| C               | 19 | Vladimír Šmicer      |  |     |
| A               | 21 | Pascal Nouma         |  |     |
| A               | 11 | Tony Vairelles       |  |     |
| Sostituzioni:   |    |                      |  |     |
| C               | 18 | Philippe Brunel      |  | 74’ |
| Allenatore:     |    |                      |  |     |
| Daniel Leclercq |    |                      |  |     |

| Paris Saint-Germain: |    |                      |  |     |
|                      |    |                      |  |     |
| P                    | 16 | Dominique Casagrande |  |     |
| D                    | 17 | Jimmy Algerino       |  |     |
| D                    | 4  | Christian Wörns      |  |     |
| D                    | 5  | Alain Goma           |  |     |
| D                    | 21 | Didier Domi          |  |     |
| C                    | 6  | Bruno Carotti        |  |     |
| C                    | 8  | Yann Lachuer (c)     |  |     |
| C                    | 23 | Pierre Ducrocq       |  |     |
| A                    | 9  | Marco Simone         |  |     |
| A                    | 18 | Nicolas Ouédec       |  | 81’ |
| A                    | 11 | Patrice Loko         |  |     |
| Sostituzioni:        |    |                      |  |     |
| C                    | 19 | Jérôme Leroy         |  | 81’ |
| Allenatore:          |    |                      |  |     |
| Alain Giresse        |    |                      |  |     |